# 楚歌
《楚歌》，古琴曲，以項羽兵敗垓下的故事為題。最早见于明朝朱权编写的《神奇秘譜》。

## 解題
《神奇秘譜》：「臞仙曰：『是曲者，古曲也。按項羽至垓下，與漢戰不勝，入於壁，漢兵圍之數重。韓信使軍中皆作楚歌之聲，項羽夜聞，大驚曰，漢皆已得楚乎，是何楚人之多也。乃夜起飮帳中，悲歌伉慨，欲與虞姬相別。自爲歌曰，力拔山兮氣蓋世，時不利兮騅不逝，騅不逝兮可奈何，虞兮虞兮奈若何。 歌數闕，虞姬和之。因泣下，左右皆泣，莫能仰視，而虞姬因取劍自刎。於是羽乘駿馬，麾下壯士從者八百餘人，直夜潰圍南出。平明，漢軍覺而追之，於是重瞳無光，兵散勢去，至於烏江畢矣，於時之人，感其事而作絃歌以悼焉。』」

## 段落

### 《神奇秘谱》
一、憶別江東
二、氣欲呑秦
三、夜聞鐵笛
四、八千兵散
五、英雄氣消
六、泣別虞姬
七、隂陵失道
八、烏江不渡

## 琴譜版本
收錄於《神奇秘譜》、《浙音釋字琴譜》、《謝琳太古遺音》、《黃士達太古遺音》、《新刊發明琴譜》、《風宣玄品》、《琴譜正傳》、《西麓堂琴統》、《杏莊太音補遺》、《重修真傳琴譜》、《文會堂琴譜》、《楊掄太古遺音》、《太古正音》、《裛露軒琴譜》中。

## 演奏版本
- 《神奇秘譜》，姚丙炎打譜，[4]姚丙炎、姚公白等人演奏。[5][6]
- 《神奇秘譜》，吳文光打譜，[7]楊秋悅整理並演奏。[8]